# Mozilla Firefox 4
Mozilla Firefox 4是Mozilla Firefox網頁瀏覽器在可見將來的一個版本。這軟件的第一個測試版於2010年7月6日推出，第六個測試版於2010年9月14日推出，最終正式版本於2011年3月22日正式推出市面。
在這個版本的主要目標包括：性能方面的重大改進，對標準的支援，以及用戶界面的改動。更新的重點在於：讓用戶對他們的瀏覽器完全掌控（原文："putting users in full control of their browser"）。

## 歷史
2006年10月13日，Mozilla的首席技術長布蘭登·艾克提出了「Mozilla 2」計劃，所指的是對現時Firefox及其他Mozilla產品運行於其上的整體平台（自推出以來）的一次最全面的更替。這個計劃大多數的目標都已從Firefox的3.0、3.5及3.6等多個版本開始，逐步逐步的被納入。不過當中最大的轉變，都延遲到Firefox 4.0才發表。
早在2010年5月，Mozilla的Firefox 4.0計劃的詳細內容正式通過Firefox的總裁Mike Beltzner在其部落格的一篇文章裡展現。Firefox 4.0的主要目標是要令Firefox變得「快速，強大，有實力」（原文："fast, powerful, and empowering"）。

## 特色

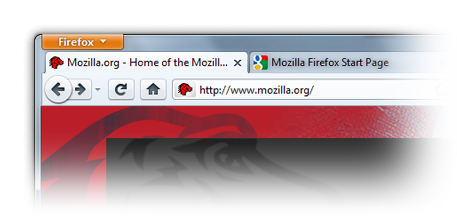
Firefox 4 Beta的使用者介面。

Mozilla Firefox 4包括了不少從3.6版就已經有的特色。事實上，Mozilla Firefox 4是由原來的3.7版演變而來。2009年7月17日，Mozilla基金會宣佈Firefox 4.0將帶來全新的使用者介面，和使用Windows Vista和Windows 7的Aero透明效果。Firefox 4.0也將用上Windows7平台上的Direct2D向量圖形API和DirectWrite文字渲染GPU加速技術。其中，另一項功能，是比較不干擾使用者的更新機制，這是相當實用的技術，因為Mozilla的更新發布次數較為頻繁。
Firefox工程副總裁Mike Beltzner在網路會議中強調「速度」是Firefox 4開發重點。此外，4.0還將支援WebM視訊檔案格式、64位元版本、多點觸控、全新的JagerMonkey引擎。Firefox使用一個稱為Gecko的瀏覽器排版引擎計畫打造而成。Firefox 3.6使用的是Gecko 1.9.2，而Firefox 4.0則是Gecko 2.0。

## 開發
第一個以4.0命名的開發版本於2008年的2月到6月間建立，稱為4.0a1pre，但這個版本很快就被改名為3.1a1pre。

### 時間線
| 發行    | 發行日期       | 說明                                                                      |
| ------- | -------------- | ------------------------------------------------------------------------- |
| Alpha 1 | 2010年2月10日  | Firefox 3.7（Gecko 1.9.3）                                                |
| Alpha 2 | 2010年3月1日   |                                                                           |
| Alpha 3 | 2010年3月17日  |                                                                           |
| Alpha 4 | 2010年4月12日  |                                                                           |
| Alpha 5 | 2010年6月16日  |                                                                           |
| Beta 1  | 2010年7月6日   | 隨著Gecko 2.0的使用，版本號碼亦直接跳到4.0                                |
| Beta 2  | 2010年7月27日  |                                                                           |
| Beta 3  | 2010年8月11日  |                                                                           |
| Beta 4  | 2010年8月24日  |                                                                           |
| Beta 5  | 2010年9月7日   |                                                                           |
| Beta 6  | 2010年9月14日  |                                                                           |
| Beta 7  | 2010年11月11日 | 原先預期在9月下半月釋出，因為新的JavaScript引擎的穩定性問題，被延遲至11月 |
| Beta 8  | 2010年12月22日 |                                                                           |
| Beta 9  | 2011年1月14日  |                                                                           |
| Beta 10 | 2011年1月25日  |                                                                           |
| Beta 11 | 2011年2月8日   |                                                                           |
| Beta 12 | 2011年2月25日  |                                                                           |
| RC 1    | 2011年3月9日   |                                                                           |
| RC 2    | 2011年3月18日  |                                                                           |
| 4.0     | 2011年3月22日  | 最終版本正式發佈。                                                        |
| 4.0.1   | 2011年4月28日  | 修正了幾個安全性和穩定性問題。                                            |

## 外部連結
- Mozilla Firefox官方網站（页面存档备份，存于）